# Енармоніка
Енармоніка, енармон (дав.-гр. [γένος] ἐναρμόνιον, ἁρμονία лат. enarmonium, [genus] enarmonicum, harmonia) — рід мелосу в давньогрецькій музиці. Головною, легко вловлюваною на слух ознакою енармоніки є наявність мікроінтервалу, так званої дієси. Структурним ядром енармоніки (як і всіх інших родів мелосу) є тетрахорд.
У сучасній музичній науці системи з інтервалами меншими від півтону отримали назву мікротонових.
Від енармоніки слід відрізняти енгармонізм .

## Документальні свідчення
Грецькі письменники запевняють, що енармонічними були мелодії Сімоніда і Піндара (ноти не збереглися). Вони ж були характерні для трагедії V століття. Пори мізерність збережених фрагментів з «Ореста» й «Іфігенії в Авліді» Евріпіда (№ 3 і № 4 в антології Пельмана-Веста), використання в них енармоніки (втім, як і хроматики) не викликає сумніву. Спартанський декрет (рубіж V—IV ст. до н. е.) інкримінує Тимофію Мілетському вживання «неблагородної і строкатої» хроматики замість того, щоб виконувати мелодію в «простій і благородній» енармоніці. Аристоксен (2-га пол. IV ст. до н. е.) визначав енармонічний рід як найвишуканіший і нарікав, що «сприйняття ледь звикло до нього з великими труднощами». В епоху еллінізму енармоніка найвірогідніше зникла з регулярного вживання, хоча в теоретичних трактатах продовжувала обговорюватися аж до кінця античності як складова частина мелосу. У I ст. до н. е. Діонісій Галікарнаський писав: «Коли я читаю промови Ісократа, <…> я стаю благісно серйозним (дав.-гр. σπουδαῖος і дух мій заспокоюється, як у людей, які слухають спондеїчні авлеми або дорійські енармонічні мелодії» (Dion. Hal. Dem.22). У II ст. н. е. Птолемей свідчив: «З описаних родів [мелосу] ми виявляємо, що всі діатонічні звичні нашому слуху, але не енармонічний рід і не м'яка хроматика, тому що люди не дуже отримують задоволення від надто розслаблених [мелодійних] характерів („етосів“ — дав.-гр. ἠθῶν». Приблизно про те ж говорить у кінці III ст. Арістід Квінтіліан: «Більш [від інших родів] вишукана енармоніка; її сприймають лише найвизначніші музиканти, для більшості ж вона нездійсненна. Внаслідок цього ті, хто заперечує дієсу в мелодії, вважають (через власну [слухову] неміч), що цей інтервал абсолютно неприйнятний для мелодії (дав.-гр. ἀμελῴδητον)».
В епоху Ренесансу робилися спроби відродження давньогрецької енармоніки, втім, вони залишилися в ранзі одиничних експериментів (малозначних) італійських і французьких композиторів (Н. Вічентіно, Д. Мадзоккі, А. Майоне, Г. Котле) і не набули широкого визнання.